# Lotus F1
Lotus F1 Team je bila britanska momčad Formule 1. Momčad se natjecala pod imenom Lotus od 2012. do 2015. godine, nakon preimenovanja momčadi Renault iz Enstonea u Oxfordshireu. Bili su u većinskom vlasništvu tvrtke Genii Capital. U prvoj sezoni ostvarili su pobjedu u utrci i ukupno četvrto mjesto u Svjetskom prvenstvu konstruktora. Nakon četiri sezone tim je prodan Renaultu 18. prosinca 2015., a ime Lotus F1 tima službeno je ispušteno 3. veljače 2016. i najavio da će se natjecati kao Renault Sport.

## Povijest
Povijest momčadi u Formuli 1 započinje 1981. pod imenom Toleman, sa sjedištem u Witneyju, Engleska. Pola desetljeća kasnije momčad je preimenovana u Benetton Formula, nakon sto je vlasnikom momčadi postala obitelj Benetton.  U sezoni 1992./93. momčad se preselila iz Witneyja u Enstone, gdje se nalazi i danas. Michael Schumacher je u godinama 1994. i 1995. donio momčadi dva vozačka prvenstva, a 1995. s Johnnyjem Herbertom kao drugim vozačem i onu u kategoriji konstruktora. Početkom 21. stoljeća Renault je postao vlasnikom momčadi, a 2002. je i službeno preimenovana u Renault F1. U sezonama 2005./06. i 2006./07. Fernando Alonso, zajedno s Giancarlom Fisichellom kao drugim vozačem donose Renaultu dva uzastopna naslova svjetskih prvaka, u vozačkoj i konstruktorskoj kategoriji.
Krajem 2009. Renault je prodao momčad luksemburškoj tvrtki Genii Capital, te se time povuko iz Formule 1, iako je sljedeće dvije godine momčad nosila ime Renault. Lotus je u 2011. otkupio većinski vlasnički udio i ujedno postao naslovni sponzor momčadi noseći ime Lotus Renault GP. Tony Fernandes i Dany Bahar, uz posredovanje malezijske vlade, pronašli su rješenje za spor oko prava na korištenje imena Lotus i Team Lotus. Fernandes je odustao od imena Team Lotus te je njegova momčad preimenovana u Team Caterham. S druge strane, Lotus Renault GP je preimenovan u Lotus F1 Team, jer su tim sporom oni dobili prava na nasljeđa Colina Chapmana.

### Livreji
Osim novog imena i vlasničke strukture, momčad je imala vizualni identitet inspiriran legendarnim partnerstvom između Lotusa i John Player Speciala iz sedamdesetih i osamdesetih godina.

### Sezona 2012.
29. studenog 2011. Lotus F1 Team potvrdio je da će Kimi Räikkönen biti njihov vozač iduće sezone. Svjetski prvak iz 2007. godine potpisao je dvogodišnji ugovor, a tjedan dana kasnije Romain Grosjean je potvrđen kao njegov momčadski kolega.

## Rezultati
| Od 2012. god. preuzimaju Renault                        |                    |        |                                   |      |    |                   |             |        |         |
| Godina                                                  | Puni naziv momčadi | Šasija | Motor                             | Gume | #  | Vozači            | Utrke       | Bodovi | Poredak |
| 2012.                                                   | Lotus F1 Team      | E20    | Renault RS27-2012 V8 2.4          | P    | 9  | Kimi Räikkönen    | Sve         | 303    | 4.      |
| 2012.                                                   | Lotus F1 Team      | E20    | Renault RS27-2012 V8 2.4          | P    | 10 | Romain Grosjean   | 1-12, 14-20 | 303    | 4.      |
| 2012.                                                   | Lotus F1 Team      | E20    | Renault RS27-2012 V8 2.4          | P    | 10 | Jérôme d'Ambrosio | 13          | 303    | 4.      |
| 2013.                                                   | Lotus F1 Team      | E21    | Renault RS27-2013 V8 2.4          | P    | 7  | Kimi Räikkönen    | 1-17        | 315    | 4.      |
| 2013.                                                   | Lotus F1 Team      | E21    | Renault RS27-2013 V8 2.4          | P    | 7  | Heikki Kovalainen | 18-19       | 315    | 4.      |
| 2013.                                                   | Lotus F1 Team      | E21    | Renault RS27-2013 V8 2.4          | P    | 8  | Romain Grosjean   | Sve         | 315    | 4.      |
| 2014.                                                   | Lotus F1 Team      | E22    | Renault Energy F1 2014 V6 t h 1.6 | P    | 8  | Romain Grosjean   | Sve         | 10     | 8.      |
| 2014.                                                   | Lotus F1 Team      | E22    | Renault Energy F1 2014 V6 t h 1.6 | P    | 13 | Pastor Maldonado  | 1-5, 7-19   | 10     | 8.      |
| 2015.                                                   | Lotus F1 Team      | E23    | Mercedes PU106B V6 t h 1.6        | P    | 8  | Romain Grosjean   | Sve         | 78     | 6.      |
| 2015.                                                   | Lotus F1 Team      | E23    | Mercedes PU106B V6 t h 1.6        | P    | 13 | Pastor Maldonado  | Sve         | 78     | 6.      |
| Od 2016. god. Renault ponovno preuzima momčad od Lotusa |                    |        |                                   |      |    |                   |             |        |         |

## Vanjske poveznice
- lotusf1team.com
- statsf1.com